# Marchegg
Marchegg är en stadskommun i distriktet Gänserndorf i förbundslandet Niederösterreich i Österrike, 42 kilometer öster om Wien. Den gränsar i öster till floden Morava som utgör gräns mot Slovakien. Det finns en järnvägsbro och en cykelbro över floden, men ingen vägförbindelse. Kommunen har 3 104 invånare (2024).
Kommunen består av två orter (Ortschaften) (inom parentes invånarantal 1 januari 2024):
- Breitensee (794)
- Marchegg (2 310) (inklusive ortsdelen Marchegg Bahnhof vid järnvägsstationen)